# Чучело (фильм, 2025)
«Чучело»  — будущий фильм, ремейк одноименного фильма Ролана Быкова 1983 года.

## Сюжет
Аня подвергается травле со стороны одноклассников в школе

## В ролях
- Мария Симонова  — Аня
- Максим Карушев — друг Ани
- Кирилл Кяро — отец Ани
- Кристина Асмус — учительница
- Марфа Просвирникова — Светка
- Даяна Гудз — Гризли
- Валерия Кудряшова — мама Зяблика
- Александр Присмотров-Белов — Лука
- Олег Мазуров — отец волка
- Ольга Смирнова — мама Ани

## Съемки
Съемки проходили в Тарусе Калужской области, именно здесь Владимир Железников писал свою повесть. Съёмки проходили в школе N1, в Доме Литераторов, на главной площади города, его центральных улицах и на набережной реки Оки. 